# NGC 1553
NGC 1553 ist eine linsenförmige Galaxie mit aktivem Galaxienkern vom Hubble-Typ S0 im Sternbild Schwertfisch am Südsternhimmel. Sie ist schätzungsweise 40 Millionen Lichtjahre von der Milchstraße entfernt und hat einen Durchmesser von etwa 60.000 Lichtjahren. Gemeinsam mit der ca. 175.000 Lichtjahren. von ihr entfernten NGC 1549 bildet sie ein wechselwirkendes Galaxienpaar und ist das hellste Mitglied der NGC 1553-Gruppe (LGG 112).

Im selben Himmelsareal befinden sich unter anderem die Galaxien NGC 1546, IC 2058, IC 2060.
Das Objekt wurde am 5. Dezember 1834 von dem britischen Astronomen John Herschel entdeckt.

## NGC 1553-Gruppe (LGG 112)
| Galaxie  | Alternativname | Entfernung / Mio. Lj |
| -------- | -------------- | -------------------- |
| NGC 1543 | PGC 14659      | 45                   |
| NGC 1546 | PGC 14723      | 50                   |
| NGC 1549 | PGC 14757      | 48                   |
| NGC 1553 | PGC 14765      | 40                   |
| NGC 1574 | PGC 14965      | 39                   |